# Cirsium dender
Cirsium dender là một loài thực vật có hoa trong họ Cúc. Loài này được Friis mô tả khoa học đầu tiên năm 1975.